# Nekropole von Santo Adrião
Die Nekropole von Santo Adrião (portugiesisch Sepulturas antropomórficas de Santo Adrião oder Necrópole medieval de Santo Adrião genannt) besteht aus vier anthropomorphen Felsgräbern, in der Gemeinde Montalegre, bei Montalegre im Distrikt Vila Real in Portugal.
Auf dem Friedhof der Kirche „Igreja de Santo Adrião“, im Volksmund als Kapelle von Santo Adrião da Corrica bekannt, liegen vier Felsgräber. Eines wird in das 10., die anderen drei in das 13. Jahrhundert datiert. Das ältere liegt als kistenartige Eintiefung in einem runden Felsaufschluss, die anderen drei haben anthropomorphe Form und sind in ihrem Design kunstvoll, was auf einen späteren Zeitpunkt weist.
Südwestlich liegt die etwa 3,5 km entfernte Nekropole von Donões.